# القبام
ال قبام یک منطقهٔ مسکونی در امارات متحده عربی است که در رأس‌الخیمه واقع شده‌است.

## خصوصیات
ال قبام ۱۱۰ متر بالاتر از سطح دریا واقع شده‌است.